# World Tour w siatkówce plażowej 2020
World Tour w siatkówce plażowej 2020 organizowany przez FIVB rozpoczynał się w październiku 2019 roku i miał składać się z dwóch turniejów 4-gwiazdkowych, jednego 3-gwiazdkowego, dwóch 2-gwiazdkowych oraz jedenastu turniejów 1-gwiazdkowych. Z powodu pandemii COVID-19 kilka turniejów zostało przełożonych lub odwołanych w związku z czym nie wyłoniono zwycięzców rozgrywek.

## Zawody

### Klasyfikacja turniejów
| Finały World Tour    |
| Turniej 5-gwiazdkowy |
| Turniej 4-gwiazdkowy |
| Turniej 3-gwiazdkowy |
| Turniej 2-gwiazdkowy |
| Turniej 1-gwiazdkowy |

### Mężczyźni
| Turniej                                                                   | 1 miejsce                                             | 2 miejsce                             | 3 miejsce                                                | 4 miejsce                            |
| ------------------------------------------------------------------------- | ----------------------------------------------------- | ------------------------------------- | -------------------------------------------------------- | ------------------------------------ |
| Bandar Torkaman Open Bandar-e Torkaman, Iran 1 – 4 października           | Nuttanon Inkiew Sedtawat Padsawud 17–21, 21–17, 14–12 | Sedtawat Padsawud Alireza Aghajani    | Bahman Salemi Arash Vakili 21–17, 21–16                  | Takashi Tsuchiya Hitoshi Murakami    |
| Qinzhou Open Qinzhou, Chiny 29 października – 3 listopada                 | Adrian Heidrich Mirco Gerson 21–13, 21–16             | Martin Ermacora Moritz Pristauz       | Valeriy Samoday Igor Velichko 16–21, 22–20, 15–8         | Ruslan Bykanov Alexander Likholetov  |
| Tel Aviv Open Tel Awiw, Izrael 6 – 9 listopada                            | Samuele Cottafava Jakob Windisch 21–12, 21–17         | Martin Hansen Daniel Thomsen          | Sergey Prokopyev Aleksandr Kramarenko walkower           | Sean Faiga Netanel Ohana             |
| Aspire Beach Volleyball Cup Doha Doha, Katar 12 – 15 listopada            | Jędrzej Brożyniak Piotr Janiak 18–21, 21–15, 15–12    | Petr Bakhnar Yury Bogatov             | David Åhman Jonatan Hellvig 22–24, 21–12, 18–16          | Nouh Al-Jalbubi Mazin Al-Hashmi      |
| Chetumal Open Chetumal, Meksyk 13 – 17 listopada                          | Taylor Crabb Jake Gibb 21–16, 16–21, 15–12            | Alexander Brouwer Robert Meeuwsen     | Trevor Crabb Tri Bourne 21–16, 21–12                     | Alexander Walkenhorst Sven Winter    |
| Dargahan Cup Qeshm Island Dargahan, Iran 7 – 10 stycznia                  | Alireza Aghajani Javad Firouzpour 21–17, 21–15        | Bahman Salemi Arash Vakili            | Rahman Raoufi Abolhamed Mirzaali 21–15, 21–18            | Benlouaer Ziad Saifeddine Elmajid    |
| VolleyFest Cook Islands Avarua, Nowa Zelandia 14 – 17 stycznia            | Griffin Muller Sam O’Dea 21–14, 20–22, 15–7           | Christopher Austin Earl Schultz       | Adam Roberts Travis Mewhirter 21–18, 22–20               | Takashi Tsuchiya Hitoshi Murakami    |
| Anchor Beach Volleyball Carnival Phnom Penh, Kambodża 20 – 23 lutego      | Christopher McHugh Damien Schumann 21–16, 30–28       | Christoph Dressler Alexander Huber    | Robin Sowa Lukas Pfretzschner 21–18, 17–21, 24–22        | Florian Schnetzer Laurenz Leitner    |
| Katara Beach Volleyball Cup Doha, Katar 1 – 13 marca                      | Michał Bryl Grzegorz Fijałek 16–21, 21–19, 15–11      | Josué Gaxiola José Luis Rubio         | Paolo Nicolai Daniele Lupo 21–19, 21–17                  | Evandro Oliveira Bruno Oscar Schmidt |
| Langkawi Open Langkawi, Malezja 12 – 15 marca                             | Jędrzej Brożyniak Piotr Janiak 21–19, 14–21, 15–8     | Martin Johansson Alexander Annerstedt | Wang Chin-ju Hsieh Ya-jen 21–16, 21–18                   | Dunwinit Kaewsai Prathip Sukto       |
| Star-1 Ljubljana presented by HSE Lublana, Słowenia 30 lipca - 2 sierpnia | Tiziano Andreatta Andrea Abbiati 21–18, 15–21, 15–11  | Clemens Doppler Alexander Horst       | Christoph Dressler Alexander Huber 22–24, 21–10, 15–8    | Tadej Boženk Vid Jakopin             |
| Baden Open presented by Sport.Land.Nö Baden, Austria 20 – 24 sierpnia     | Robin Seidl Philipp Waller 21–17, 16–21, 15–11        | Adrian Heidrich Mirco Gerson          | Quentin Métral Yves Haussener 25–23, 21–19               | Jan Pokeršnik Nejc Zemljak           |
| World Tour 1-Star Montpellier Montpellier, Francja 25 – 29 sierpnia       | David Åhman Jonatan Hellvig 18–21, 21–17, 15–9        | Quincy Ayé Arnaud Gauthier-Rat        | Leon Luini Matthew Immers 21–19, 24–22                   | Timothée Platre Arnaud Loiseau       |
| World Tour 1-Star Vilnius Wilno, Litwa 11 – 13 września                   | Kusti Nõlvak Mart Tiisaar 12–21, 22–20, 15–12         | Artur Vasiljev Robert Juchnevic       | Tobia Marchetto Alberto di Silvestre 23–21, 19–21, 16–14 | Dimitriy Korotkov Timo Lõhmus        |

### Kobiety
| Turniej                                                                   | 1 miejsce                                          | 2 miejsce                            | 3 miejsce                                             | 4 miejsce                            |
| ------------------------------------------------------------------------- | -------------------------------------------------- | ------------------------------------ | ----------------------------------------------------- | ------------------------------------ |
| Qinzhou Open Qinzhou, Chiny 29 października – 3 listopada                 | Karla Borger Julia Sude 21–16, 21–19               | Kerri Walsh Jennings Brooke Sweat    | Wen Shuhui Wang Jingzhe 23–21, 22–24, 15–12           | Mariafe Artacho Taliqua Clancy       |
| Tel Aviv Open Tel Awiw, Izrael 6 – 9 listopada                            | Kaho Sakaguchi Reika Murakami 21–19, 21–16         | Simone Okholm Line Hansen            | Alexandra Shiryayeva Ekaterina Syrtseva 21–16, 21–19  | Eva Freiberger Valerie Teufl         |
| Chetumal Open Chetumal, Meksyk 13 – 17 listopada                          | Mariafe Artacho Taliqua Clancy 15–21, 21–14, 15–12 | Wang Fan Xia Xinyi                   | Madelein Meppelink Sanne Keizer walkower              | Talita Antunes Taiana Lima           |
| Siem Reap Open Siĕm Réab, Kambodża 5 – 9 lutego                           | Lauren Fendrick Sara Hughes 21–13, 21–16           | Kelly Reeves Terese Cannon           | Yurika Sakaguchi Chiyo Suzuki 21–18, 21–18            | Cecilie Olsen Sofia Bisgaard         |
| Guam Beach Cup Tamuning, Guam 5 – 8 marca                                 | Yurika Sakaguchi Chiyo Suzuki 21–16, 21–12         | Sarah Schermerhorn Kimberly Hildreth | Ayumi Shiratori Suzuka Hashimoto 21–15, 21–12         | Delayne Maple Megan Kraft            |
| Langkawi Open Langkawi, Malezja 12 – 15 marca                             | Kou Nai-han Liu Pi-hsin 23–21, 21–18               | Dorina Klinger Ronja Klinger         | Kaho Sakaguchi Reika Murakami walkower                | Chiyo Suzuki Yurika Sakaguchi        |
| Star-1 Ljubljana presented by HSE Lublana, Słowenia 30 lipca - 2 sierpnia | Clara Windeleff Line Trans Hansen 21–11, 21–10     | Cecilie Olsen Sofia Bisgaard         | Sarah Cools Lisa van den Vonder 21–14, 21–19          | Varvara Brailko Anete Namiķe         |
| Baden Open presented by Sport.Land.Nö Baden, Austria 19 – 23 sierpnia     | Tanja Hüberli Nina Betschart walkower              | Anouk Vergé-Dépré Joana Heidrich     | Isabel Schneider Victoria Bieneck 21–16, 20–22, 15–13 | Julia Sude Karla Borger              |
| World Tour 1-Star Vilnius Wilno, Litwa 11 – 13 września                   | Claudia Scampoli Margherita Bianchin 21–17, 21–11  | Marta Ozoliņa Luize Skrastiņa        | María Rivas Chris Vorpahl 21–19, 21–19                | Ieva Dumbauskaitė Karole Virbickaitė |